# Préfecture de Lahidjan
La préfecture de Lahidjan est une préfecture de la province du Guilan en Iran, dont la capitale est Lahidjan.
La préfecture compte deux villes : Lahijan et Rudboneh.